# Carpodectes hopkei
Carpodectes hopkei е вид птица от семейство Cotingidae.

## Разпространение
Видът е разпространен в Колумбия, Еквадор и Панама.